# Le Sixième Sommeil
Le Sixième Sommeil est un roman d'aventures et de vulgarisation scientifique écrit par Bernard Werber, publié le 30 septembre 2015 aux éditions Albin Michel. L'ouvrage se penche sur ce qui se passe lorsque l'on dort, si l'on ne pouvait pas contrôler son rêve ou même revenir dans le passé...
À la fin de l'ouvrage, Bernard Werber propose quelques pages vierges où le lecteur peut y écrire ses propres rêves.

## Résumé
Le père de Jacques Klein est un navigateur. Il perd la vie lors d'un tour du monde à la voile, alors que Jacques n'est âgé que de treize ans. Sa mère est un médecin étudiant le sommeil. Grâce à ses connaissances, elle aide son fils à contrôler ses rêves (à jubjoter comme elle dit) en descendant jusqu'à la cinquième phase du sommeil, qualifié de paradoxal, où se trouve l'île imaginaire de sable rose inventée par Jacques et ses parents. Jacques est étudiant en médecine lorsqu'au cours d'une expérience d'exploration du sommeil, vers le Somnus incognita, le cobaye humain de sa mère, un yogi nommé Akhilesh, décède. Ceci entraîne le licenciement de Caroline Klein. Elle disparaît le soir même sans laisser de trace, et sans même prévenir son fils. Ce dernier, âgé de vingt-huit ans, apprends du Jacques Klein de quarante-huit ans, JK48, qu'il rencontre sur sa plage onirique de sable rose, que sa mère est en grand danger en Malaisie. JK28, après avoir été convaincu par son futur moi part sur les traces de sa mère et de la tribu des Senoïs qu'elle est censée avoir rejoint. Il rencontre Franckie Charras, un ancien militaire reconverti dans le journalisme, qui était lui aussi sur la piste des Senoïs. Il aide Jacques à retrouver les Senoïs, qui, poussés par la déforestation, ont été contraints de se réfugier sur une île. Là, les deux Français arrivent manifestement trop tard car ils apprennent que Caroline Klein vient d'être assassinée par les mercenaires à la solde d'une entreprise de tourisme qui veut récupérer l'île où elle a permis aux Senoïs de se réfugier. Après quelques retournements de situation, où Jacques est notamment capturé et torturé par Kiambang, le patron de l'entreprise. Les Senoïs aidés des deux Français parviennent à éloigner les mercenaires pour un temps. Mais, pour s'assurer une sécurité plus durable, ils décident de vendre une partie de l'île à une autre société, plus respectueuse de l'environnement et des tribus. Jacques épouse Shambaya, la maîtresse des rêves et fille du chef du village, et Franckie, une autre Senoï. L'île rebaptisée Pulau Senoï est confiée à Seirenitis Associated, une compagnie de tourisme canadienne. Un hôtel limité à douze touristes doit être construit, permettant d'explorer la trou bleu où viennent jouer les dauphins, et participer à des stages d'initiation aux rêves lucides, domaine dans lequel excellent les Senoïs, peuple du rêve. Les années passent. Le fils de Jacques et Shambaya, Icare, grandit. Bientôt, Jacques est de nouveau contacté par son moi futur sur l'île au sable rose, JK64 cette fois. Il apprend de lui que sa mère n'est pas morte, mais est repartie à Paris, où elle est de nouveau en danger... Jacques rejoint la capitale avec sa famille, laissant la gestion de l'île à Franckie Charras. Ils arrivent au moment où sa mère est en pleine crise de somnambulisme, en équilibre précaire sur le toit de son appartement. Hélas, elle fait une chute qui la plonge dans le coma. Caroline Klein travaillait au sein de la clinique Morphée, poursuivant ses recherches interrompues quelques années auparavant, en compagnie de son ancien chef et nouveau compagnon Éric Giacometti. Contacté par son futur moi sur l'île au sable rose, il découvre comment descendre plus loin que le sommeil paradoxal, légèrement aidé par JK64, et des esprits errants de sorciers vaudou qu'il rencontre dans la Noosphère. La Noosphère est un lieu où se rejoignent plus ou moins consciemment tous les esprits en train de rêver du monde. Ainsi, à la veille de son anniversaire, il part explorer le sixième sommeil, aidé en cela par un mélange de tétrodotoxine de fugu et d'extrait de mandragore et de belladone. Il accède à son inconscient, matérialisée sous la forme d'un cerveau, dont il modifie un neurone, grâce à JK64. Ils fabriquent ainsi ensemble l'Aton, qui est une sorte de neurone de l'inconscient transformé en bouteille de Klein. Elle lui permet de communiquer avec son moi du passé, le jeune JK28, en se rendant sur l'île de sable rose de celui-ci. Après son réveil, il tente, et parvient à faire sortir sa mère du coma, en lui faisant suivre le même chemin onirique qu'elle, aidé par les mêmes mélanges chimiques.